# Brion Rush
Lonniel Brion Rush (* 15. November 1984 in Shreveport, Louisiana) ist ein ehemaliger US-amerikanischer Basketballspieler. Nach dem Studium in seinem Heimatland begann Rush eine professionelle Karriere in Europa, wo er nach einer Station in Italien insbesondere für französische und russische Klubs spielte. 2012 wurde er nach dem Gewinn des russischen Pokalwettbewerbs als MVP des Finales ausgezeichnet. Nach einer kurzen Station im libanesischen Beirut war Rush, der seit 2012 auch die montenegrinische Staatsbürgerschaft besitzt, unter anderem für die deutschen Bundesligisten Ratiopharm Ulm, BG Göttingen und Crailsheim Merlins tätig. Er bestritt insgesamt 59 Bundesligaspiele.

## Karriere
Nach der Schulzeit in seiner Geburtsstadt blieb Rush in seiner Heimatregion und ging zum Studium an die afroamerikanisch geprägte Grambling State University, wo er von 2002 vier Jahre lang Basketball für die Hochschulmannschaft Tigers in der Southwestern Athletic Conference (SWAC) der NCAA spielte. Die Erfolge der Basketballmannschaft der Tigers lagen jedoch schon länger zurück und für ein Postseason-Tournament der ersten Division konnten sich die Tigers erst- und letztmals 1980 qualifizieren, als man beim National Invitation Tournament direkt in der ersten Runde ausschied. Innerhalb seiner Mannschaft gehörte Rush jedoch zu den stärksten Spielern und erhielt in seinem Abschlussjahr 2006 als Senior als Nachfolger von Obie Trotter die Auszeichnung als Spieler des Jahres der gesamten SWAC. Dies reichte jedoch nicht, um sich für einen Vertrag in der NBA zu empfehlen.
Stattdessen begann Rush 2006 eine professionelle Karriere in Europa, wo er im italienischen Jesi einen Vertrag bei Aurora Fileni in der zweiten Spielklasse Legadue bekam. Der Verein schied als Achter der Hauptrunde in der Play-off-Halbfinalserie aus und verpasste so den verbleibenden Aufstiegsplatz in die höchste Spielklasse. Rush empfahl sich mit mehr als 20 Punkten pro Spiel in der Hauptrunde für einen Vertrag beim französischen Meister Chorale Basket aus Roanne in der höchsten französischen Spielklasse LNB Pro A. Bei der erstmaligen Teilnahme des Vereins am höchstrangigen europäischen Vereinswettbewerb EuroLeague gewann der französische Meister zwar zweimal gegen den deutschen Meister Brose Baskets, schied aber ebenso nach nur vier Siegen in 14 Spielen nach der Vorrunde aus. Am Saisonende erreichte man erneut das Endspiel der französischen Meisterschaft, in dem man in einer Neuauflage des Vorjahresfinales diesmal SLUC Nancy Basket sehr deutlich mit über 30 Punkten Unterschied unterlag. In der folgenden Saison spielte Rush für den Ligakonkurrenten Illkirchen-Graffenstaden Basket im elsässischen Straßburg, dem er mit über 20 Punkten je Spiel zur Rückkehr in die Play-offs um die französische Meisterschaft verhalf, in denen man in der ersten Runde dem Hauptrundenersten und späteren Titelgewinner ASVEL unterlag. Rush lag mit seiner Punktausbeute auf dem zweiten Platz der Korbjägerliste der französischen Liga. 
Zur Saison 2009/10 wechselte Rush nach Russland und spielte für den Moskauer Vorortklub Triumph aus Ljuberzy. Im Eurocup scheiterte man nur knapp am Weiterkommen in die Zwischenrunde. Nachdem der Verein auf dem sechsten Platz der Meisterschaft eine Verbesserung der Vorjahresplatzierung verpasst hatte, wechselte Rush in den Süden Russlands zum vormaligen EuroChallenge-Finalisten Krasnye Krylja Samara, mit dem er in der Vorrunde des Eurocups unter anderem am deutschen Vorjahresfinalisten Alba Berlin scheiterte. In der neu eingeführten PBL erreichte Samara in den folgenden beiden Jahren jeweils den achten Platz. Im russischen Pokalwettbewerb, der ohne die Teilnehmer an der 2009 eingeführten grenzübergreifenden VTB United League ausgespielt wurde, konnte der junge Nachfolgeverein von ZSK WWS 2012 erstmals einen Titel gewinnen, wobei Rush als Most Valuable Player der Finalrunde ausgezeichnet wurde. Zu Beginn der Saison 2012/13 kehrte er kurzzeitig nach Frankreich zurück, wo er beim französischen Meister Élan Sportif aus Chalon-sur-Saône erneut in der EuroLeague spielte. Auch mit Élan Chalon erwies sich Alba Berlin als eine zu hohe Hürde beim gescheiterten Weiterkommen in die Zwischenrunde. Nach nur acht Einsätzen in der französischen Meisterschaft verließ Rush den Verein bereits wieder Anfang Dezember und wechselte zum kasachischen Meister BK Astana. Der Klub aus der Hauptstadt Astana spielte jedoch vornehmlich mit hauptsächlich russischen Klubs in der VTB United League. Während Rush mit dem Klub den kasachischen Meisterschaftstitel zweimal verteidigte, schied man in der VTB-Liga jeweils zweimal im Achtelfinale aus.
Zur Saison 2014/15 blieb der Standort von Rush’ Arbeitgeber in Asien verortet, doch er spielte diesmal in der libanesischen Hauptstadt Beirut am Mittelmeer für den Meister al-Riyadi unter anderem zusammen mit seinem Landsmann Jeremiah Massey. Dort blieb er jedoch nur wenige Wochen, bevor er Mitte Februar 2015 einen Vertrag beim vormaligen deutschen Pokalfinalisten Ratiopharm Ulm unterzeichnete. Die Ulmer besiegten als Hauptrundenfünfter in der ersten Play-off-Runde knapp die Telekom Baskets Bonn, bevor man in der Halbfinalserie dem Hauptrundenersten und späteren Titelgewinner Brose Baskets Bamberg unterlag. In der folgenden Saison unterschrieb Rush erst zum Jahreswechsel beim montenegrinischen Erstligisten KK Sutjeska Nikšić. Dort blieb er jedoch nur sechs Wochen, bevor er den Verein wieder verließ und einen Vertrag beim Sportverein der islamischen Azad-Universität in der iranischen Hauptstadt Teheran unterschrieb. Mit dieser Mannschaft schied er in der iranischen Superliga nach dem fünften Hauptrundenplatz in der ersten Play-off-Runde um die Meisterschaft in sieben Spielen aus. Zur folgenden Saison kehrte Rush nach Frankreich zurück, wo er Mitte Dezember einen Vertrag beim ehemaligen Meister SLUC Nancy unterschrieb, der neun Jahre zuvor Rush’ Titelgewinn mit Chorale Roanne verhindert hatte. Beim Vorjahresdrittletzten aus Lothringen konnte Rush jedoch nicht verhindern, dass dieser diesmal als Tabellenletzter 2017 erstmals nach 23 Jahren abstieg und die höchste Spielklasse verließ. In der Bundesliga-Spielzeit 2017/18 trug Rush wesentlich dazu bei, den Klassenerhalt seines neuen Vereins BG Göttingen zu sichern. In dieser Hauptrunde erzielte Rush 97 Dreipunktwürfe und war damit der erfolgreichste Dreipunktschütze der Liga. 
Zwischen Ende September und November 2018 bestritt Rush acht Bundesligaspiele für die Crailsheim Merlins. Anschließend stand er beim BK Minsk in Belarus unter Vertrag.